# 以天主之名
《以天主之名》（拉丁語：In nomine Domini）是由教宗尼各老二世撰写的一道手谕。该手谕于1059年4月13日发布，标志着教宗选举制度的重大改革。其中最为显著的变化是确立了枢机主教作为唯一的教宗选举人，并要求获得少数神职人员的同意。

## 背景
在这道教宗手谕发布之前，教宗的选举往往由傀儡选举程序决定。神圣罗马帝国皇帝经常直接任命已故教宗的继任者，或者由教宗任命自己的继任者。根据教会法，此类提名并不构成有效的选举。合法的选举人必须对此选择给予批准，但他们在决策过程中无疑会受到外部环境的影响，以迎合皇帝的偏好。
在1050年代，红衣主教希尔德布兰德（后来的教宗額我略七世）开始对神圣罗马帝国皇帝的认可权提出挑战。尼各老二世的前任斯德望九世是在皇帝亨利三世去世后的动荡时期通过选举产生的。仅仅十二个月后，由亨利三世任命的教宗维笃二世也去世了。尽管省略了传统的预选程序，而且枢机主教们还等待皇帝的提名，但斯德望九世的当选还是得到了摄政皇后普瓦圖的阿格尼絲同意。
在1058年斯德望九世去世后，尼各老二世被任命为教宗。随后不久他在苏特里召开了一次宗教会议，该会议得到了帝国大书记官长的认可和出席。此次宗教会议的主要目标是谴责并驱逐通过非法选举产生的对立教宗本笃十世。该教宗目前在罗马，实际上是图斯库洛伯爵的傀儡。
在洛林公爵戈德弗瓦二世提供的军队陪同下，尼各老二世前往罗马，本笃十世逃走了。尼各老二世于1059年1月24日被任命为教宗，受到罗马人民的广泛接受。为了防止未来教宗选举中出现争议，并遏制非教会派别对选举施加的外部影响，他于1059年4月在罗马召开了一次宗教会议。《以天主之名》便是该会议决议的法典化。